# Lutas nos Jogos Europeus de 2015
As competições de lutas nos Jogos Europeus de 2015 foram disputadas na Arena Heydar Aliyev, em Baku entre 13 e 18 de junho. Foram disputadas 24 eventos de lutas nas modalidades livre e greco romana. 

## Calendário
| Junho | 12 | 13 | 14 | 15 | 16 | 17 | 18 | 19 | 20 | 21 | 22 | 23 | 24 | 25 | 26 | 27 | 28 |
| ----- | -- | -- | -- | -- | -- | -- | -- | -- | -- | -- | -- | -- | -- | -- | -- | -- | -- |
| Lutas |    | 4  | 4  | 4  | 4  | 4  | 4  |    |    |    |    |    |    |    |    |    |    |

|  | Dia de competição |  | Dia de final |

## Medalhistas
Livre Masculino
| Evento          | Ouro                                  | Prata                              | Bronze                              |
| --------------- | ------------------------------------- | ---------------------------------- | ----------------------------------- |
| 57 kg detalhes  | Viktor Lebedev RUS Rússia             | Marcel Ewald GER Alemanha          | Alexandru Chirtoacă MDA Moldávia    |
| 57 kg detalhes  | Viktor Lebedev RUS Rússia             | Marcel Ewald GER Alemanha          | Sezar Akgül TUR Turquia             |
| 61 kg detalhes  | Aleksandr Bogomoev RUS Rússia         | Beka Lomtadze GEO Geórgia          | Haji Aliyev AZE Azerbaijão          |
| 61 kg detalhes  | Aleksandr Bogomoev RUS Rússia         | Beka Lomtadze GEO Geórgia          | Vasyl Shuptar UKR Ucrânia           |
| 65 kg detalhes  | Toghrul Asgarov AZE Azerbaijão        | Frank Chamizo ITA Itália           | Mustafa Kaya TUR Turquia            |
| 65 kg detalhes  | Toghrul Asgarov AZE Azerbaijão        | Frank Chamizo ITA Itália           | Ilyas Bekbulatov RUS Rússia         |
| 70 kg detalhes  | Magomedrasul Gazimagomedov RUS Rússia | Magomedmurad Gadzhiev POL Polônia  | Yakup Gör TUR Turquia               |
| 70 kg detalhes  | Magomedrasul Gazimagomedov RUS Rússia | Magomedmurad Gadzhiev POL Polônia  | Ruslan Dibirgadjiyev AZE Azerbaijão |
| 74 kg detalhes  | Aniuar Geduev RUS Rússia              | Soner Demirtaş TUR Turquia         | Jabrayil Hasanov AZE Azerbaijão     |
| 74 kg detalhes  | Aniuar Geduev RUS Rússia              | Soner Demirtaş TUR Turquia         | Jumber Kvelashvili GEO Geórgia      |
| 86 kg detalhes  | Abdulrashid Sadulaev RUS Rússia       | Piotr Ianulov MDA Moldávia         | Radosław Marcinkiewicz POL Polônia  |
| 86 kg detalhes  | Abdulrashid Sadulaev RUS Rússia       | Piotr Ianulov MDA Moldávia         | Sandro Aminashvili GEO Geórgia      |
| 97 kg detalhes  | Khetag Gazyumov AZE Azerbaijão        | Elizbar Odikadze GEO Geórgia       | Valeriy Andriytsev UKR Ucrânia      |
| 97 kg detalhes  | Khetag Gazyumov AZE Azerbaijão        | Elizbar Odikadze GEO Geórgia       | Abdusalam Gadisov RUS Rússia        |
| 125 kg detalhes | Taha Akgül TUR Turquia                | Aliaksei Shamarau BLR Bielorrússia | Geno Petriashvili GEO Geórgia       |
| 125 kg detalhes | Taha Akgül TUR Turquia                | Aliaksei Shamarau BLR Bielorrússia | Jamaladdin Magomedov AZE Azerbaijão |

Greco-Romana Masculino
| Evento          | Ouro                            | Prata                          | Bronze                             |
| --------------- | ------------------------------- | ------------------------------ | ---------------------------------- |
| 59 kg detalhes  | Stepan Maryanyan RUS Rússia     | Soslan Daurov BLR Bielorrússia | Elman Mukhtarov AZE Azerbaijão     |
| 59 kg detalhes  | Stepan Maryanyan RUS Rússia     | Soslan Daurov BLR Bielorrússia | Tarik Belmadani FRA França         |
| 66 kg detalhes  | Artem Surkov RUS Rússia         | Migran Arutyunyan ARM Armênia  | Hasan Aliyev AZE Azerbaijão        |
| 66 kg detalhes  | Artem Surkov RUS Rússia         | Migran Arutyunyan ARM Armênia  | István Lévai SVK Eslováquia        |
| 71 kg detalhes  | Rasul Chunayev AZE Azerbaijão   | Balint Korpasi HUN Hungria     | Dominik Etlinger CRO Croácia       |
| 71 kg detalhes  | Rasul Chunayev AZE Azerbaijão   | Balint Korpasi HUN Hungria     | Frank Stäbler GER Alemanha         |
| 75 kg detalhes  | Elvin Mursaliyev AZE Azerbaijão | Viktor Nemeš SRB Sérvia        | Chingiz Labazanov RUS Rússia       |
| 75 kg detalhes  | Elvin Mursaliyev AZE Azerbaijão | Viktor Nemeš SRB Sérvia        | Dmytro Pyshkov UKR Ucrânia         |
| 80 kg detalhes  | Evgeny Saleev RUS Rússia        | Rafig Huseynov AZE Azerbaijão  | Daniel Aleksandrov BUL Bulgária    |
| 80 kg detalhes  | Evgeny Saleev RUS Rússia        | Rafig Huseynov AZE Azerbaijão  | Viktar Sasunouski BLR Bielorrússia |
| 85 kg detalhes  | Davit Chakvetadze RUS Rússia    | Zhan Beleniuk UKR Ucrânia      | Metehan Başar TUR Turquia          |
| 85 kg detalhes  | Davit Chakvetadze RUS Rússia    | Zhan Beleniuk UKR Ucrânia      | Ramsin Azizsir GER Alemanha        |
| 98 kg detalhes  | Islam Magomedov RUS Rússia      | Dimitiry Timchenko UKR Ucrânia | Melonin Noumonvi FRA França        |
| 98 kg detalhes  | Islam Magomedov RUS Rússia      | Dimitiry Timchenko UKR Ucrânia | Cenk İldem TUR Turquia             |
| 130 kg detalhes | Rıza Kayaalp TUR Turquia        | Sabah Shariati AZE Azerbaijão  | Heiki Nabi EST Estônia             |
| 130 kg detalhes | Rıza Kayaalp TUR Turquia        | Sabah Shariati AZE Azerbaijão  | Ioseb Chugoshvili BLR Bielorrússia |

Livre Feminino
| Evento         | Ouro                                | Prata                          | Bronze                            |
| -------------- | ----------------------------------- | ------------------------------ | --------------------------------- |
| 48 kg detalhes | Mariya Stadnyk AZE Azerbaijão       | Elitsa Yankova BUL Bulgária    | Iwona Matkowska POL Polônia       |
| 48 kg detalhes | Mariya Stadnyk AZE Azerbaijão       | Elitsa Yankova BUL Bulgária    | Valentina Islamova RUS Rússia     |
| 53 kg detalhes | Anzhela Dorogan AZE Azerbaijão      | Roksana Zasina POL Polônia     | Merve Kenger TUR Turquia          |
| 53 kg detalhes | Anzhela Dorogan AZE Azerbaijão      | Roksana Zasina POL Polônia     | Nadzeya Shushko BLR Bielorrússia  |
| 55 kg detalhes | Sofia Mattsson SWE Suécia           | Katarzyna Krawczyk POL Polônia | Evelina Nikolova BUL Bulgária     |
| 55 kg detalhes | Sofia Mattsson SWE Suécia           | Katarzyna Krawczyk POL Polônia | Nataliya Synyshyn AZE Azerbaijão  |
| 58 kg detalhes | Emese Barka HUN Hungria             | Tetyana Lavrenchuk UKR Ucrânia | Elif Jale Yesilirmak TUR Turquia  |
| 58 kg detalhes | Emese Barka HUN Hungria             | Tetyana Lavrenchuk UKR Ucrânia | Grace Bullen NOR Noruega          |
| 60 kg detalhes | Marianna Sastin HUN Hungria         | Svetlana Lipatova RUS Rússia   | Veranika Ivanova BLR Bielorrússia |
| 60 kg detalhes | Marianna Sastin HUN Hungria         | Svetlana Lipatova RUS Rússia   | Taybe Yusein BUL Bulgária         |
| 63 kg detalhes | Valeria Lazinskaya RUS Rússia       | Yuliya Tkach UKR Ucrânia       | Anastasija Grigorjeva LAT Letônia |
| 63 kg detalhes | Valeria Lazinskaya RUS Rússia       | Yuliya Tkach UKR Ucrânia       | Maryia Mamashuk BLR Bielorrússia  |
| 69 kg detalhes | Alina Stadnik UKR Ucrânia           | Ilana Kratysh ISR Israel       | Natalia Vorobieva RUS Rússia      |
| 69 kg detalhes | Alina Stadnik UKR Ucrânia           | Ilana Kratysh ISR Israel       | Aline Focken GER Alemanha         |
| 75 kg detalhes | Vasilisa Marzaliuk BLR Bielorrússia | Ekaterina Bukina RUS Rússia    | Maider Unda ESP Espanha           |
| 75 kg detalhes | Vasilisa Marzaliuk BLR Bielorrússia | Ekaterina Bukina RUS Rússia    | Svetlana Saenko MDA Moldávia      |

## Quadro de medalhas
O quadro de medalhas foi publicado. 
| Ordem | País             | Medalha de ouro | Medalha de prata | Medalha de bronze |    |
| ----- | ---------------- | --------------- | ---------------- | ----------------- | -- |
| 1     | RUS Rússia       | 11              | 2                | 5                 | 18 |
| 2     | AZE Azerbaijão   | 6               | 2                | 7                 | 15 |
| 3     | TUR Turquia      | 2               | 1                | 7                 | 10 |
| 4     | HUN Hungria      | 2               | 1                |                   | 3  |
| 5     | UKR Ucrânia      | 1               | 4                | 3                 | 8  |
| 6     | BLR Bielorrússia | 1               | 2                | 5                 | 8  |
| 7     | SWE Suécia       | 1               |                  |                   | 1  |
| 8     | POL Polônia      |                 | 3                | 2                 | 5  |
| 9     | GEO Geórgia      |                 | 2                | 3                 | 5  |
| 10    | BUL Bulgária     |                 | 1                | 3                 | 4  |
|       | GER Alemanha     |                 | 1                | 3                 | 4  |
| 12    | MDA Moldávia     |                 | 1                | 2                 | 3  |
| 13    | ARM Armênia      |                 | 1                |                   | 1  |
|       | ISR Israel       |                 | 1                |                   | 1  |
|       | ITA Itália       |                 | 1                |                   | 1  |
|       | SRB Sérvia       |                 | 1                |                   | 1  |
| 17    | FRA França       |                 |                  | 2                 | 2  |
| 18    | CRO Croácia      |                 |                  | 1                 | 1  |
|       | EST Estônia      |                 |                  | 1                 | 1  |
|       | LAT Letônia      |                 |                  | 1                 | 1  |
|       | NOR Noruega      |                 |                  | 1                 | 1  |
|       | SVK Eslováquia   |                 |                  | 1                 | 1  |
|       | ESP Espanha      |                 |                  | 1                 | 1  |
| TOTAL | TOTAL            | 24              | 24               | 48                | 96 |